# 249044 Barrymarshall
249044 Barrymarshall è un asteroide della fascia principale. Scoperto nel 2007, presenta un'orbita caratterizzata da un semiasse maggiore pari a 2,2115599 UA e da un'eccentricità di 0,2126137, inclinata di 4,27170° rispetto all'eclittica.